# Tim O'Shannessey
Tim O'Shannessey (né le 14 octobre 1972 à Burnie) est un coureur cycliste sur piste australien. Il a remporté à deux reprises le titre de champion du monde de poursuite par équipes en 1993 et en 1995.

## Palmarès sur piste

### Championnats du monde
- Hamar 1993
  -  Champion du monde de poursuite par équipes (avec Brett Aitken, Stuart O'Grady et Billy Shearsby)
- Palerme 1994
  -  Médaillé de bronze de la poursuite par équipes
- Bogota 1995
  -  Champion du monde de poursuite par équipes (avec Bradley McGee, Rodney McGee et Stuart O'Grady)

### Championnats du monde juniors
- 1990
  -  Médaillé de bronze de la poursuite par équipes juniors

### Jeux du Commonwealth
- 1994
  -  Médaillé d'or de la poursuite par équipes (avec Bradley McGee, Brett Aitken et Stuart O'Grady)
  -  Médaillé d'argent de la poursuite individuelle